# Tropy Sztumskie
Tropy Sztumskie (niem. Troop) – wieś w Polsce w województwie pomorskim, w powiecie sztumskim, w gminie Stary Targ przy skrzyżowaniu drogi wojewódzkiej nr 515 z drogą wojewódzką nr 517. Wieś jest siedzibą sołectwa Tropy Sztumskie, w którego skład wchodzi również miejscowość Brzozówka.
| SIMC    | Nazwa | Rodzaj    |
| ------- | ----- | --------- |
| 1015185 | Tropy | część wsi |

## Historia
Na terenie miejscowości za czasów pruskich znajdował się warowny gród, który w 1267 został oblężony przez pruskie plemię Pogezan. Ustąpiło ono po zjawieniu się odsieczy krzyżackiej. Spotykane od tamtego czasu do XVIII wieku nazwy miejscowości to Tropin, Tropeyne, Tropen, Truppy, Trope, Traup, Troupe, Trampere, Tranpeyen, Trappeinen i Trupy. We wsi znajdowały się dwa folwarki – chełmiński i emfiteutyczny. Chełmiński odłączono od sołectwa, obejmował on dwie włóki sołeckie i trzy karczemne. Posiadali go Hutten-Czapscy, zaś drugi folwark przez pewien czas pozostawał pusty, następnie został podzielony pomiędzy miejscowych gburów, w 1682 był w posiadaniu Jacka Bąkowskiego, a w 1748 na prawie emfiteutycznym otrzymał go miecznik ziemi pruskiej Tomasz Grąbczewski, który posiadał również majątek chełmiński. W II połowie XIX wieku w dworze zamieszkiwał Gustav Päsler. W 1904 dobra przejęli Donimirscy z Buchwałdu. We wsi mieściła się szkoła katolicka. W latach 30. XX wieku zarządcą dworu i folwarku był Paul Thimm, a w latach 40. August Hartel. Po przyłączeniu do Polski, w latach 1945–1975 wieś administracyjnie należała do województwa gdańskiego, a w latach 1975–1998 do województwa elbląskiego.
Miejscowość miała charakter osady folwarcznej w typie ulicówki, układ ruralistyczny z XIII wieku został zachowany. Powstały ok. 1890 ogród dworski został w 1977 wpisany do rejestru zabytków, zachowały się też inne budowle z przełomu XIX i XX wieku. Od ok. 1893 we wsi mieściła się stacja kolejowa przy linii kolejowej między Malborkiem a Małdytami, zlikwidowanej w 2000. W 1990 we wsi powstała nowa kaplica (należąca do parafii w Starym Targu), w której do 2015 odbywały się msze święte.